# Canal Moraleda
El canal Moraleda está situado en el océano Pacífico en la región austral de Chile, al sur de la boca del Guafo. Es uno de los canales chilotes principales. Tiene aproximadamente 90 millas (144,8 km) de largo y separa las islas Guaitecas y el archipiélago de los Chonos de la costa continental. 
Administrativamente pertenece a la Región de Aysén del General Carlos Ibáñez del Campo.
Estos canales eran navegados por el pueblo chono desde antes de arribo de las huestes españolas la década de 1550. Hacia fines del siglo XVIII, el pueblo de los chonos había ya desaparecido, mezclándose definitivamente con la población chilota.
Recibe su nombre del navegante español José de Moraleda, quien documentó su geografía a finales del siglo XVIII.

## Recorrido
Tiene una orientación N-S que se extiende por aproximadamente 90 millas (144,8 km). Separa las islas Guaitecas y el archipiélago de los Chonos de la costa continental. El ancho medio desde su entrada norte hasta la isla Tuap es de 6 millas náuticas (11,1 km) para disminuir hacia el sur hasta 2 millas náuticas (3,7 km). Su entrada norte se encuentra a la altura de la punta NW de la isla Refugio y su extremo sur está a la cuadra de la isla Mitahues.
Es la vía que conduce desde el golfo Corcovado a los senos y esteros de la parte norte de la península de Taitao y se comunica con el océano Pacífico por los canales Ninualac, Darwin, Errázuriz, Pulluche y otros menores, formando con ellos una ruta segura y sin peligros que evita las tormentosas aguas del océano al navegar por las costa occidental del archipiélago de los Chonos.

## Geología y orografía
La costa oriental es en general alta y se eleva abruptamente desde la misma orilla del mar; está cortada por senos y esteros profundos que se internan hacia la cordillera. En esta costa hay montañas de gran altura: Melimoyu de 2400 metros, el Mentolat de 1.660 metros y el monte Macá de 2.916 metros entre otros.
La costa occidental es más baja que la anterior, el monte más alto, el Cuptana, tiene 1.680 metros. También en esta costa se hallan los principales puertos del canal.

## Oceanografía
Sus aguas son limpias y profundas, pero se debe tener especial vigilancia con los sargazos, que casi siempre señalan peligros, pues suelen desaparecer de la superficie debido a las corrientes.

## Descripción costa este

### Isla Refugio
Mapa de la isla
Está situada en el lado oriental de la entrada norte del canal Moraleda. Es de gran tamaño, 10 millas (16,1 km) en el eje N-S y 6,5 millas (10,5 km) de E-W. Es alta, escarpada y boscosa.
Está separada del continente por el canal Refugio. Próxima al extremo SW se encuentra la pequeña isla Yalac de la que la separa el canal Pedregoso, no apto para la navegación por la cantidad de rocas que hay en él. Su extremo NW marca el inicio del canal Moraleda.

### Islas Gala
Mapa de las islas
Grupo de cinco islas principales y varios islotes y rocas, ubicado en el lado oriental del canal Moraleda al sur de la isla Refugio. En el continente, frente a la isla de más al norte del grupo, se encuentra un cerro de 1.188 metros de altura.
Por el lado este del grupo corre el paso Petrel, limpio y profundo, apto para la navegación, que une el seno Gala con el canal Jacaf.

### Roca Chacabuco
Mapa de la roca
Ubicada 7 millas náuticas (13,0 km) al WSW de la isla Harry, frente a la entrada del canal Jacaf. Es una roca sumergida que mide 80 metros en dirección N-S por 40 metros de E_W. Tiene sargazos y su alrededor es profundo. Es importante porque es uno de los pocos peligros que hay en la navegación del canal Moraleda.

### Isla Magdalena
Mapa de la isla

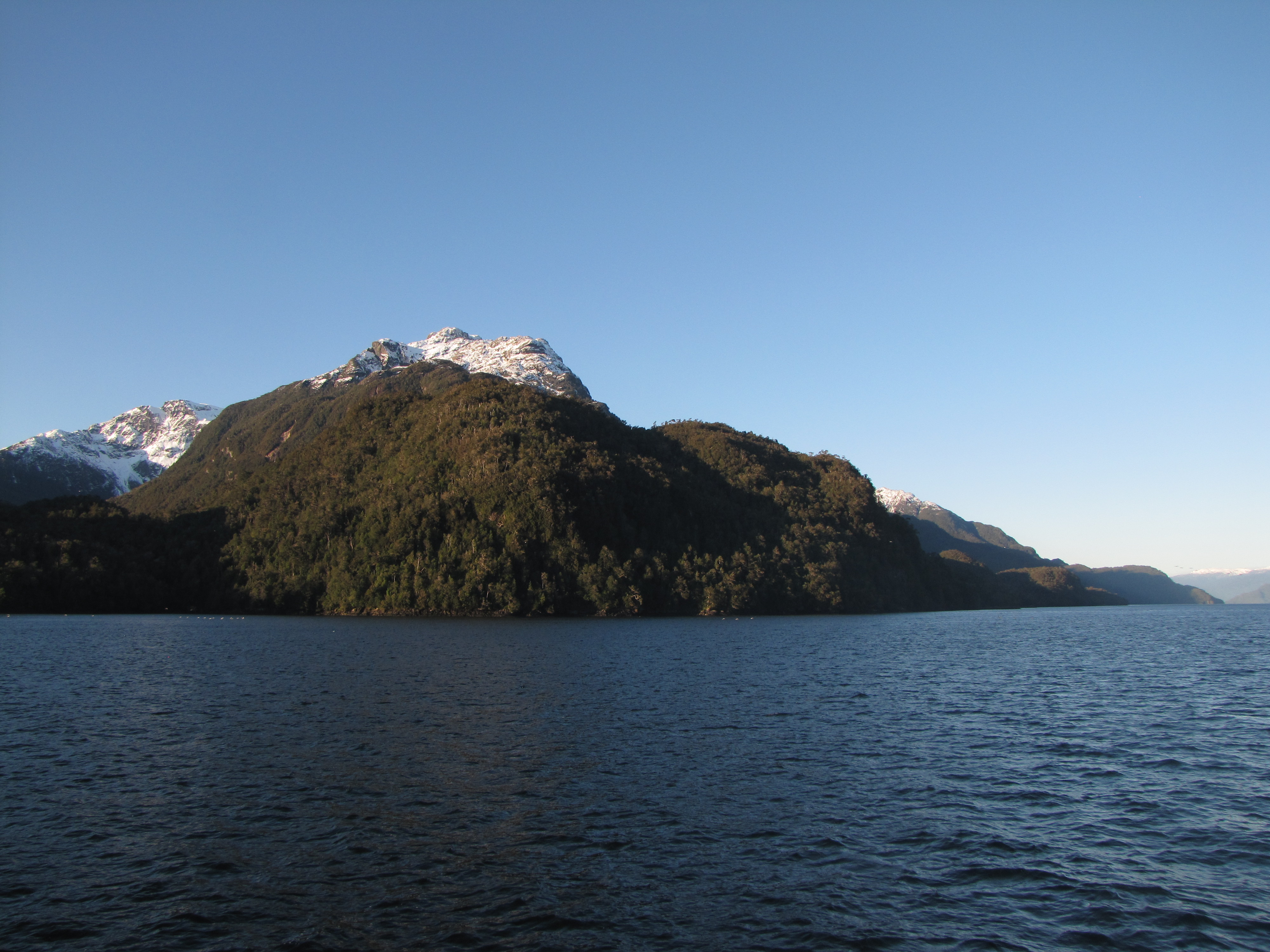
Isla Magdalena

Ubicada sobre el lado este del canal Moraleda, es la más grande de la región. Tiene 35 millas (56,3 km) en su eje N-S y 28 millas (45,1 km) en el E-W, 2.585 kilómetros cuadrados. Sus coordenadas son 44°40′S 73°10′O / -44.667, -73.167.
Es elevada y montañosa, en sus laderas y quebradas abunda el roble. Casi en su centro se eleva el volcán Mentolat de 1.660 metros de alto.
Por el lado norte de la isla corre el canal Salqueman que la separa de las isla Atilio y Manuel y el canal Jacaf que la separa del continente. Por sus lados este y sur corre el canal Puyuguapi y por su lado oeste el canal Moraleda
En su contorno existen varios senos que no han sido explorados, sus nombres son: Carlos y Soto en su ribera norte. Magdalena en la ribera este y Canalad y Pangal en la ribera oeste.
Toda la isla conforma el parque nacional homónimo y el único lugar habitado es el pequeño poblado de Puerto Gaviota, en el suroeste de la isla.

### Canal Jacaf
Mapa del canal
Corre entre las islas Gala y la costa continental por el norte y las islas Atilio, Enrique, Manuel y Magdalena por el sur. Se une al canal Moraleda por su lado oriental. Mide unas 30 millas (48,3 km) de longitud. Es de aguas profundas y limpio. Navegable para todo tipo de naves. Une el canal Moraleda con el Canal Puyuhuapi.

### Isla Tuap
Mapa de la isla
Se encuentra en las coordenadas 44°56′S 73°31′O / -44.933, -73.517. Es de porte pequeño y está ubicada sobre el lado este del canal Moraleda. 
Esta isla es la de más al norte de un grupo de islas e islotes que se extienden de norte a sur por casi 20 millas (32,2 km) en el lado este del canal Moraleda. Por el lado oriental de este grupo de islas corre el canal Ferronave y al sur del conjunto nace el canal Pilcomayo uno de los canales que llevan al seno Aysén.

### Canal Puyuguapi
El canal toma su nombre de dos pequeñas islas en las que abundan las matas de poye, similares al chupón, cuyo nombre poyeguapi derivó en Puyuguapi. Los que han navegado por esta zona coinciden en calificar este canal como uno de los más hermosos de los canales chilotes. 
Tiene 56 millas (90,1 km) de largo. Profundo, de ancho variado, sin peligros y rodeado por ambos lados de altas montañas. Corre por los lados sur y este de la isla Magdalena internándose en el continente en dirección NNE.
En su ribera continental se encuentra puerto Cisnes, donde se levanta un poblado que cuenta con hospital, escuela pública y todo tipo de servicios públicos. La población se dedica principalmente a cortar madera hacia el interior del río Cisnes y enviarla a Puerto Montt para su comercialización.
El canal termina en el seno Ventisquero en cuyo extremo norte se encuentra puerto Puyuguapi, lugar en el que desemboca el río Pascua. Existe un poblado que se dedica a trabajar en el fundo Puyuguapi, hay una fábrica artesanal de alfombras muy cotizadas en la zona por su calidad.

### Canal Pilcomayo
Mapa del canal
Corre entre el lado sur de las islas Las Huichas y la costa norte de las islas Elena, Chaculay y Costa. Es profundo y sin peligros. Une el canal Moraleda con el seno Aysén. El canal Ferronave desemboca en su lado norte. Tiene 11 millas náuticas (20,4 km) de largo.

## Descripción costa oeste

### Islas Guaitecas
Están ubicadas en la entrada norte, lado occidental del canal Moraleda.
Varias islas de este archipiélago delimitan el lado oeste del canal Moraleda. Ellas son las islas Leucayec, Elvira y Mulchey entre las de mayor tamaño.

### Archipiélago de los Chonos
Varias islas de este gran archipiélago delimitan la mayor parte del lado occidental del canal Moraleda.
Entre las más grandes de estas islas podemos mencionar: Cuptana, Victoria, Tránsito, Melchor, y Traiguén.

### Puerto Ballena
Sobre la costa sureste de la isla Mulchey se forma puerto Ballena. Las coordenadas del punto de referencia son 44°08′26″S 73°28′17″O / -44.14056, -73.47139.
Su surgidero está protegido del NE. El fondeadero se halla entre 29 y 34 metros de profundidad en fondo de arena. Existe otro fondeadero para naves de unas 5.000 toneladas en 40 a 45 metros con fondo de arcilla y roca.
Con embarcaciones menores se puede hacer aguada desde dos cascadas. La isla está cubierta de bosques. Existe abundancia de locos.

### Islas Los Quincheles
Mapa de las islas
Sus coordenadas de referencia son 44°17′S 73°30′O / -44.283, -73.500. Es un numeroso grupo de islas e islotes que se extienden como por 6 millas (9,7 km) en dirección N-S y 3 millas (4,8 km) de ancho.
Son en general altas, la más grande del grupo tiene una altura de 243 metros, escarpadas y acantiladas. En la del extremo sur se alza el faro automático Isla El Gorro.

### Canal Chipana
Fluye entre las islas Filomena y Francisco. Tiene un largo de aproximadamente 10 millas (16,1 km) en dirección NNW-SSE. Es profundo, limpio y ancho, en su parte más angosta tiene media milla de ancho. Comunica el canal Moraleda con el canal Baeza que es la unión de los canales Pérez Norte y Pérez Sur.
Es de mucha utilidad para las barcazas y naves regionales cuando hay mal tiempo en el canal Moraleda pues al navegarlo pueden tomar el canal Pérez Norte para continuar su ruta hacia el norte en aguas tranquilas.

### Puerto Nassau
En el extremo sureste de la isla Francisco se forma puerto Nassau. Las coordenadas del punto de referencia son 44°32′53″S 73°34′55″O / -44.54806, -73.58194.
El acceso al puerto es limpio y se puede fondear en fondo de arena, conchuela y piedra en profundidades de entre 36 y 10 metros.
Este puerto es recomendable sólo para estadías cortas.

### Puerto Cuptana
Al centro de la costa oriental de la isla Cuptana se abre el estero Cuptana, que cuenta con dos buenos surgideros para naves de cualquier porte. Las coordenadas del punto de referencia de puerto Cuptana son 44°39′36″S 73°36′15″O / -44.66000, -73.60417.
En uno se fondea en 25 metros de agua y en el otro en 70 metros de profundidad. El primero es abrigado, pero se experimentan en él corrientes de mareas de hasta 2 nudos hacia el canal. En el segundo no se experimentan corrientes de mareas pero tiene el inconveniente de la gran profundidad del fondeadero. 
En el estero hay una cascada a la cual se le construyó una represa para que las naves puedan hacer aguada mediante mangueras.
Las costas del estero son escarpadas y muy boscosas. A corta distancia hacia el interior de la costa norte hay una cadena de montañas en cuyo centro se levanta el monte Cuptana o Nevado de 1.680 metros que tiene dos picos característicos porque siempre están cubiertos de nieve.

### Canal Temuán
Mapa del canal
Se forma entre el lado sur de la isla Cuptana y el lado norte de la isla Tránsito. Su largo es de aproximadamente 11 millas (17,7 km)
Su dirección general es NE-SW, es profundo y limpio. Une los canales Moraleda y Pérez Sur.

### Puerto Francés
Ubicado sobre la costa oriental de la isla Tránsito y a unas 8 millas (12,9 km) al sur de puerto Cuptana. Sus coordenadas del punto de referencia son 44°46′58″S 73°32′25″O / -44.78278, -73.54028.
El surgidero está entre los 30 y 18 metros de profundidad en fondo de piedra recubierto con arena y fango. Cercano al fondeadero hay un pequeño estero del que se puede hacer agua. 
La entrada al puerto es de cuidado debido a islotes y a rocas que están debidamente señalizadas en las cartas. El faro del islote Cayo Blanco es una buena referencia para tomar el puerto.

### Puerto Americano
Mapa del puerto
Emplazado sobre la costa SW de la isla Tangbac y señalizado por el cerro Americano de 616 metros de alto y cumbre plana. Las coordenadas del punto de referencia son 45°01′47″S 73°37′29″O / -45.02972, -73.62472.
En el puerto hay dos fondeaderos aptos sólo para naves menores. El fondeadero exterior es abierto a los vientos del SW y su profundidad varía entre 35 y 20 metros de agua con fondo de roca. El fondeadero interior, llamado La Dársena, es muy abrigado, con fondo de 17 a 15 metros con lecho de arena y fango. El acceso a este último fondeadero se recomienda sólo si se cuenta con la asesoría de un práctico local.

### Puerto Lagunas
Situado en el extremo SE de la isla Melchor y sobre la costa oeste del canal Moraleda.  Las coordenadas del punto de referencia son 45°16′59″S 73°42′25″O / -45.28306, -73.70694
Las tierras que lo rodean están cubiertas de bosques impenetrables. El surgidero tiene una profundidad que varía entre 40 metros y 20 metros en fondo de arena. Es considerado como uno de los mejores del área por su facilidad de acceso, la moderada profundidad de sus aguas y por estar abrigado de los vientos de todos los cuadrantes. 
Próxima a una laguna existente en su costa norte hay una casa notable que fue una radioestación. En el puerto hay abundante leña, agua de mala calidad y pesca abundante y variada. En un pequeño islote se levanta el faro Islote Santa María.

### Isla Mitahues
Mapa de la isla
Sus coordenadas son 45°24′S 73°44′O / -45.400, -73.733. Su principal importancia es que marca el límite sur del canal Moraleda, el comienzo norte del canal Errázuriz y la entrada oriental del canal Darwin.
Es de forma irregular y mide 1,5 millas (2,4 km) en el eje N-S y 0,5 millas náuticas (0,9 km) en el eje a noventa grados. En la parte sur de la isla se levanta el faro automático Isla Mitahues.

### Canal Pérez Sur
Mapa del canal
Es la continuación hacia el sur del canal Baeza. Su orientación general es NW-SE dirección en la que se extiende por aproximadamente 35 millas (56,3 km). El canal comienza a la cuadra del extremo NW de la isla Mercedes y termina donde se une al canal Moraleda, a la altura de la parte sur de la isla Tránsito; en ese punto, en la ribera opuesta del canal Moraleda se abre la entrada al canal Puyuguapi.
El canal tiene sólo un sector de cuidado para la navegación, es el que queda entre la isla Gertrudis y la isla Cuptana, el resto es amplio y limpio sin mayores obstáculos. El canal Temuán que se abre por su lado este lo conecta con el canal Moraleda.

### Canal Ninualac
Mapa del canal
Une las aguas del océano Pacífico con las del canal Moraleda. Su orientación general es NE-SW en la que se extiende por aproximadamente 38 millas (61,2 km). Las coordenadas de salida al océano son 45°02′S 74°25′O / -45.033, -74.417.
El canal corre entre las islas James y Teresa por su lado norte y las islas Kent, Melchor, Chalacayec y Tangbac por su lado sur. En su navegación frente a la isla Melchor se experimentan perturbaciones magnéticas. En la roca Engaño, a la salida hacia el Moraleda, existe una baliza reflectora de radar.

### Canal Darwin
Corre entre las islas Isquiliac, Italia, Palumbo y Quemada por el norte y las islas Garrido, Rivero y Luz por el sur. Su salida al océano es en la parte norte de la bahía Darwin.
Mide de E a W unas 34 millas (54,7 km) de largo por un ancho medio de 3 millas (4,8 km). En algunas partes de su curso se experimentan corrientes de hasta 3,5 nudos de intensidad.
Es considerado la mejor ruta de navegación del archipiélago de los Chonos para unir el canal Moraleda con el océano Pacífico, porque está exento de peligros y su navegación es fácil para naves hasta de porte moderado. Además ofrece buenos fondeaderos en su curso.
Los principales surgideros son la rada Vallenar, puerto Yates, puerto Italiano y puerto Lagunas.